# 우정신
우정신(禹貞新, 1970년 2월 19일 ~ )은 대한민국의 성우이다. 1993년 MBC 11기 공채 성우로 데뷔하였다.

## 개요
- 경기대학교 인문대학 독어독문학과를 졸업하고 서강대학교 언론대학원 연극영화학과 석사 학위를 취득하였다.
- 맑고 낭랑한 목소리가 특징. 활발한 말괄량이부터 냉정하고 차분한 역할까지 폭 넓게 소화한다. 주로 소녀와 여성캐릭터를 연기하지만 때때로 소년역도 연기한다. 데뷔작품은 전속성우 시절의 1993년 방영한 《핑크팬더》이다.
- 슬하에 아들이 한 명 있으며, 혈액형은 B형이다.

## 출연 작품
굵은 글씨는 메인 캐릭터.

### TV 애니메이션
- ARIA The ANIMATION (애니맥스) - 미즈나시 아카리
  - ARIA The NATURAL (애니맥스) - 미즈나시 아카리
  - ARIA The OVA ~The ARIETTA~ (애니맥스) - 미즈나시 아카리
  - ARIA The ORIGINATION (애니맥스) - 미즈나시 아카리
- DNA^2 (애니맥스) - 카린
- S.A 스페셜 에이 (애니맥스) - 히나조노 히카리
- 가이스터즈 (MBC) - 샤이, 소년
- 개구쟁이 데니스 (SBS) - 컬리
- 고미의 만화 호기심 천국 (SBS) - 아리
- 귀여운 쪼꼬미 (MBC) - 순진
- 꼬마마법사 레미 (MBC) - 예은
- 나나의 환상여행 (SBS)
- 낚시왕 강바다 (MBC) - 비비
- 내 사랑 무스티 (KBS) - 무스티
- 내 친구 해치 (SBS) - 서새봄
- 네모네모 스펀지송 (EBS) - 파다
- 노아의 아이들 (MBC) - 대니
- 동글동글 해롱이 (SBS) - 초롱이
- 두근두근 비밀친구 (SBS) - 아미
- 듀얼 레전드 (카툰네트워크) - 미미
  - 듀얼 레전드 제로 (재능TV) - 미미, 옥토버
  - 듀얼 레전드 쇼크 (재능TV) - 미미
- 드래곤 에그(KBS) - 민박사
- 드림킥스 (SBS)
- 디지몬 프론티어 (투니버스) - 우정훈
- 뚜루뚜루뚜 나롱이 (MBC) - 우꺄, 토리
- 라인 타운 (디즈니채널) - 샐리
- 레카 삼국지 (MBC)
- 로젠메이든 (투니버스) - 스이세이세키
  - 로젠메이든 트로이멘트 (투니버스) - 스이세이세키
- 마법사 헌터 (MBC) - 도터
- 마법천자문 (MBC) - 삼장
- 마술사 오펜 (애니맥스) - 클리오
  - 마술사 오펜 리벤지 (애니맥스) - 클리오
- 만화열전-라비헴 폴리스 (MBC) - 하이아
- 만화열전-호텔 아프리카 (MBC) - 조, 진
- 매직 유저스 클럽 (애니맥스) - 사와노구치 사에, 여학생 4, 나나네의 남동생, 여학생 2, 여학생 3, 시민 3
- 명탐정 코난 (투니버스) - 홍장미(하이바라 아이), 심수현, 김미애, 황진아
- 못말리는 아이들 (MBC) - 로라
- 무지개 요정 큐티하니 (SBS)
- 무한의 리바이어스 (애니원) - 가연
- 미래전사 런딤 (MBC) - 칸나
- 미키마우스 클럽하우스 (KBS) - 아기 하마 힐다
- 뱀부 블레이드 (애니맥스) - 카와조에 타마키
- 베이비짱 (퀴니) - 아미카
- 보글보글 스폰지밥 - 다람이, 캐런(로봇부인)
- 부릉! 부릉! 브루미즈 (재능TV) - 제리
- 부메랑 파이터 (MBC)
- 북극곰 라스 (MBC) - 토끼
- 블레이징 틴스3 (투니버스) - 제리
- 빅토리 구슬동자(구슬동자) (SBS) - 마녀봉
- 빙쵸탄 (애니맥스) - 나레이션
- 빨간망토 차차 (MBC) - 도로시(초반부), 마린(후반부)
- 빨간머리 앤 - 앤
- 사랑의 큐피트 (MBC) - 아테네
- 사이버 캐릭터 (MBC) - 꽁실이
- 섀도우파이터 (MBC) - 아쿠아
- 셰익스피어 명작만화 몽테크리스토 백작(SBS) - 발랑틴
- 소년탐정 김전일 (투니버스) - 양래리
- 꼬마의사 맥스터핀스 (디즈니주니어) - 래미
- 소피 루비(EBS), 꿈의 왕국 소피 루비 (SBS) - 꼬마왕자, 코랄
- 스즈미야 하루히의 우울 (애니맥스) - 나가토 유키, 모리 소노
- 스캔2고(SBS) - 나두리
- 스크라이드 (애니원) - 세리스 아자니
- 스피어즈 (MBC) - 공주, 우꺄
- 신비의 세계 엘하자드 (SBS) - 수지
  - 신비의 세계 엘하자드 OVA (SBS) - 수지
- 어떤 마술의 금서목록 (애니맥스) - 미사카 미코토
  - 어떤 과학의 초전자포 (애니맥스) - 미사카 미코토
- 알렉스의 모험 (MBC) - 알렉시스
- 올림포스 가디언 (SBS) - 아르테미스, 아테나(10화), 제피로스, 테티스, 에로스, 아리아드네 등
- 완소! 퍼펙트 반장 (대원방송) - 신미미(키타가와 미미)
  - 미라클체인지 퍼펙트반장 (대원방송) - 신미미(키타가와 미미)
- 오! 나의 여신님 (애니맥스) - 미시마 사요코
- 요술소녀 (MBC) - 진유리(마츠나가 토모미)
- 요술천사 피치 (MBC) - 사루비아(스칼렛 오하라)
  - 웨딩피치 (투니버스) - 사루비아
- 용의전설 레전더 (SBS) - 샛별
- 우주 손오공 (불교TV) - 오로라 공주
- 윙스 프렌즈/윙스 클럽 (SBS) - 블룸
- 웨이사이드 (니켈로디언) - 데이나
- 은하탐정 케인 (SBS) - 케널
- 이누야샤 (애니원, 투니버스) - 산고,어린 이누야샤
- 이웃 (라디오 드라마) (MBC)
- 이크는 멋쟁이 (MBC)
- 쥬얼펫 트윙클 (어린이TV) - 마리, 쥬얼리아여왕
- 지구조난자 마룬 (MBC) - 미루
- 직스 (투니버스) - 직스
  - 직스 레벨2 (투니버스) - 직스
- 채운국 이야기 (애니맥스) - 홍수려
- 카드캡터 체리 (SBS) - 류미호(아카즈키 나쿠루 ※후반부), 리 메이링, 강민지(사사키 리카), 임소하(키노모토 나데시코)
- 카페타 (카툰네트워크) - 서나미
- 커렉터 유이(애니원) - 유이
- 코메디 닷컴 (MBC) - 나레이션
- 코바토 (애니맥스) - 하나토 코바토
- 큐빅스 (SBS) - 민우
  - 로보짱 큐빅스 (KBS) - 민우
- 탑블레이드 (SBS) - 마오, 한별
- 토마스와 친구들 - 리아
- 트라이건 (VIDEO) - 미리 톰슨
- 티미의 못말리는 수호천사 (니켈로디언 미국) - 클로이 카마이클
- 틴 타이탄 (SBS), (카툰네트워크) - 레이븐
- 판타스틱 칠드런 (애니맥스) - 치트
- 팽이대전 G블레이드 (SBS) - 주디 박사
- 펭킹 라이킹 (MBC)
- 포켓몬스터 (SBS) - 지우의 브케인
- 포켓몬스터AG (SBS) - 로사(무사시), 미츠코[1], 예미
- 포켓몬스터 DP (SBS) - 로사(무사시), 빛나의 이어롤, 광환, 마이
- 포켓몬스터 베스트위시 (투니버스) - 랭글레이, 지우의 곤율랭, 루크의 조로아, 벨의 치라미, 뇌문체육관 심판, 에리나, 연남의 마라카치 1, 로버트, 지우의 단굴, 풍란, 영인의 리그레
- 피그마리오 (MBC)
- 핑크팬더 (MBC) - 핑크팬더, 해설
- 해로와 토레미 (SBS) - 토레미
- 배트맨 (카툰네트워크) - 배트걸
- 탐정학원 Q (투니버스) - 미요
- 츠바사 크로니클 (투니버스) - 춘향
- 음양대전기 (투니버스) - 우츠호
- 사무라이 참프루 (투니버스) - 아줌마3
- 키테레츠 대백과 (카툰네트워크) - 강기태
- 용하다 용해, 무대리 (VIDEO) - 박준미
- 헌터X헌터 리메이크 (애니맥스) - 아스타
- 로보텍스 (KBS) - 미나 / 메데이아
- 기사 피핀의 천한 가지 모험 (EBS) - 유크라테스
- 꼬마숙녀 스트로베리 (EBS) - 스트로베리
- 꿈을 찍는 이안 (EBS) - 샌디
- 마이너리그 (EBS) - 니키 팅커
- 우리는 곰돌이 가족 (EBS) - 별곰이
- 앨리스와 그녀의 팀 - 마샤
- 반짝반짝 해피★ 열려라! 코코밍 (디즈니 +) - 러닝밍, 츄사밍, 포토밍, 남자 아이, 꽃집 직원, 심포니, 트윙클
- 알쏭달쏭 캐치! 티니핑 (재능TV) - 삐뽀핑
- 프리파라(MBC) - 츠키카와 치리(민트)

### 극장용 애니메이션
- 고양이의 보은 (MOVIE) - 히로미
- 공룡시대 (SBS) - 덕키
- 모노노케 히메(MOVIE)
- 명탐정 코난 극장판 시리즈 (투니버스) - 홍장미(하이바라 아이)
  - 명탐정 코난 극장판 3기 - 세기말의 마술사
  - 명탐정 코난 극장판 4기 - 눈동자 속의 암살자
  - 명탐정 코난 극장판 5기 - 천국으로의 카운트다운
  - 명탐정 코난 극장판 6기 - 베이커가의 망령
  - 명탐정 코난 극장판 8기 - 은빛날개의 마술사
  - 명탐정 코난 극장판 13기 - 칠흑의 추적자
  - 명탐정 코난 극장판 14기 - 천공의 난파선
  - 명탐정 코난 극장판 15기 - 침묵의 15분
  - 명탐정 코난: 진홍의 연가
  - 명탐정 코난: 제로의 집행인
  - 명탐정 코난: 감벽의 관
  - 명탐정 코난: 100만 달러의 오릉성
- 바람계곡의 나우시카(MOVIE) - 나우시카
- 빅풋 주니어(MOVIE) - 아담
- 센과 치히로의 행방불명 (대원 C&A 홀딩스) - 엄마
- 손오공 : 돌원숭이의 탄생 - 아이린
- 윙스 클럽 : 잃어버린 왕국의 비밀 (니켈로디언) - 블룸
- 윙스 클럽 : 매직 어드벤처(3D) (니켈로디언) - 블룸
- 파이널 판타지 (MBC) - 아키 (밍나 웬)
- 포켓몬스터 극장판
  - 포켓몬스터 DP 극장판 (재능TV) - 로사
  - 극장판 포켓몬스터 뮤츠의 역습 EVOLUTION - 로사
  - 포켓몬스터: 성도지방 이야기, 최종장 - 로사
  - 극장판 포켓몬스터 AG: 뮤와 파동의 용사 루카리오 - 로사
- 극장판 올림포스 가디언 기간테스 대역습 - 카르디아
- 개구쟁이 스머프/개구쟁이 스머프2 - 그레이스 (제이마 메이스)
- 스폰지밥 3D - 다람이
- 피카츄와 이브이 프렌즈 - 님피아
- 원피스 스페셜 - 에피소드 오브 사보 (투니버스) - 바이올렛, 아이 엄마
- 몬스터 아카데미 - 팽
- 뽀로로 극장판 컴퓨터 왕국 대모험 - 공주

### 특수 촬영 드라마
- 초성신 그란 세이저 (애니원) - 시도 미카

### 외화

#### 드라마
- 24 (MBC) - 맨디 (미아 커쉬너)
- 히어로즈 (SBS) - 이든 맥케인(노라 제헤트너) / 오드리 핸슨(클리어 듀발)
- 명탐정 코난 드라마 스페셜 - 남도일의 부활 (투니버스) - 홍장미 (시바타 쿄카) / 쉐리 (카시이 유우)
- CSI 마이애미 (MBC)
- 이소룡 전기 (SBS) - 소만 (변소소)

#### 영화
- 800 블렛 (SBS) - 카를로스 (루이스 캐스트로)
- 거북이도 난다 (SBS) - 리가 (아브돌 라흐만 카림)
- 공포의 룸메이트 (MBC) - 마티 (저스틴 베이트먼)
- 나 홀로 집에 (SBS) - 제프 (마이클 C. 마로나)
- 나 홀로 집에 2 (SBS) - 리니(모린 엘리자베스 셰이)
- 네버 엔딩 스토리 2 (MBC)
- 네이키드 웨폰 (SBS) - 샬린 (매기 큐)
- 단테스 피크 (SBS)
- 더 록 (MBC) - 칼라 (버네사 마실)
- 더블 팀 (MBC)
- 데스티네이션 (SBS) - 클레어 (앨리 라터)
- 드리븐 (SBS) - 소피아 (에스텔라 워런)
- 라붐 (SBS)
  - 라붐 2 (SBS) - 사만타 (알렉산드라 고닌)
- 러브 인 아프리카 (SBS) - 레기나 (레아 쿠르카(아역) → 카롤리네 에케르츠)
- 로빈 후드: 도둑들의 왕자 (MBC)
- 리틀 부다 (SBS) - 제시 (알렉스 와이즌데인저), 싯탈다 부인
- 마법의 나무 (EBS) - 아담
- 메달리온 (SBS) - 니콜 (클레어 폴러니)
- 미세스 다웃파이어 (SBS) - 나탈리 (마라 윌슨)
- 바람과 함께 사라지다 (SBS) - 보니 (캐미 킹 콘론), 어린 하녀, 스칼렛 동생
- 발렌타인 (SBS) - 릴리 보이트 (제시카 코피엘)
- 뱀파이어 해결사 (MBC)
- 붉은 가마 (MBC)
- 블래스트 (SBS) - 이브 (얼리샤 실버스톤)
- 빅 마마 하우스 (SBS) - 트렌트 피어스 (재스카 워싱턴)
- 사랑의 마을 에버우드 (EBS) - 델리아 브라운 (비비언 카돈)
- 순류역류 (MBC) - 황 형사
- 스위트 노벰버 (SBS) - 사라 디버(샤를리즈 테론)
- 스타쉽 트루퍼스 (SBS) - 디지 플로레스 (디나 메이어)
- 스토커 (MBC) - 제이크 요킨 (딜런 스미스)
- 신투첩영 (SBS) - 샘 (양채니)
- 써든 데스 (MBC)
- 아름다운 세상을 위하여 (SBS) - 아담 (마크 도나토)
- 악마의 4시 (MBC) - 프랑스 여성(재닌 그란델)
- 애스트로넛 (SBS) - 질리언 (샬리즈 시어런)
- 앱솔루트 파워 (SBS)
- 에어 포스 원 (SBS)
- 왓처 (MBC)
- 웨일 라이더 (SBS) - 파이키아 (케이샤 캐슬-휴스)
- 진주만 (SBS) - 베티 바이엘 (제이미 킹) / 어린 대니(레일리 맥클렌던)
- 친니친니 (MBC)
- 크림슨 타이드 (SBS) - 헌터의 딸(애슐리 캘로웨이)
- 큰 도둑 작은 도둑 (MBC)
- 토이즈 (MBC)
- 풀 프루프(SBS) - 샘 (크리스틴 부스)
- 플레전트빌 (SBS) - 제니퍼 / 메리수 (리스 위더스푼)
- 피너츠 송 (SBS) - 제인 번스 (셀마 블레어)
- 화성침공 (SBS)
- 개구쟁이 스머프 - 그레이스 (제이미 메이스)
- 베토벤 (SBS) - 에밀리 (세라 로즈 카)
- 하우스 어레스트 (SBS) - 스테이시 (에이미 사카시츠)
- 중환영웅 (SBS)
- 잭 프로스트 (SBS)
- 5번가의 비명 (MBC)
- 고래의 노래 (EBS) - 시드니 (카밀라 벨)
- 엘로이즈 크리스마스 대소동 (EBS) - 엘로이즈 (소피아 바실리예바)
- 호두까기 인형과 4개의 왕국 - 슈가 플럼(키이라 나이틀리)
- 대복성(SBS) - 에밀리(장령)

### 게임
- 루니아 전기 - 아스카
- 엘소드 - 이브
- 클로저스 - 이슬비
- 테일즈런너 - 미호
- 데스티니 차일드 - 레다
- 메이플스토리 - 아크
- 쿠키런: 킹덤 - 페스츄리맛 쿠키

### 내레이션
- 브레인 서바이버 (MBC) - 2005년 3월 20일 출연
- 솔로몬의 선택 (SBS)
- 전파견문록 (MBC)

### 라디오
- 격동 30년 (MBC)

### 노래
- ARIA The ANIMATION 엔딩 (애니맥스) - Rainbow
- 완소! 퍼펙트 반장 오프닝 (애니원) - 사랑에 빠져봐
- 프리파라(MBC) - Nonsugar(논슈가) 슈거리스X프렌드

### 광고
- 까스활명수
- 랑콤
- 롯데 빙빙바
- 리씨
- 마미손
- 보르네오
- 센스틱 슬림
- 핫바
- 현대 증권

### 기타
- 교재 - 현대영어사 윤선생영어교실
- 교재 - 일본어 저널
- 교재 - 푸른 영어
- 교재 - 곽영일 Ace Camp
- 교재 - 눈높이 영어
- 교재 - 프뢰벨 동화
- 교재 - 튼튼영어 Reading Master

### 방송
- 락앤락 멀티락 냉동실에 관한 고백B편 영상보기